# Kelee Ringo
Kelee Jahari-Hale Ringo (Tacoma, Washington; 27 de junio de 2002) más conocido como Kelee Ringo, es un jugador profesional estadounidense de fútbol americano, se desempeña en la posición de cornerback en Philadelphia Eagles, en la National Football League (NFL).

## Carrera
Hizo su debut profesional con el equipo Philadelphia Eagles, lleva jugando una temporada, comenzó en el 2023.